# Teucholabis lipophleps
Teucholabis lipophleps är en tvåvingeart som beskrevs av Alexander 1937. Teucholabis lipophleps ingår i släktet Teucholabis och familjen småharkrankar. Inga underarter finns listade i Catalogue of Life.